# 成田市立滑河小学校
成田市立滑河小学校（なりたしりつ なめがわしょうがっこう）は、千葉県成田市滑川にあった公立小学校。

## 概要
同校は、板東の第28番札所として多くの参詣者から親しまれている滑河山龍正院の門前町として栄えた古い歴史を有する地区にあった。

## 沿革
- 1875年（明治8年）1月24日 - 西大須賀昌福寺内に第18番小学西大須賀学校として設立。
- 1878年（明治11年）6月8日 - 猿山村に猿山四分教所を設立。
- 1887年（明治20年）4月 - 村立西大須賀尋常小学校に名称変更。
- 1889年（明治22年）4月 - 滑川、西大須賀、大菅、猿山の4ヶ村を合併し滑河町誕生。
- 1890年（明治23年）4月 - 町立西大須賀尋常小学校に名称変更。
- 1893年（明治26年）4月30日 - 猿山尋常小学校開校式
- 1908年（明治41年）12月24日 - 西大須賀尋常小学校と猿山尋常小学校が統合、現在地に滑河尋常小学校設立。
- 1941年（昭和16年）4月1日 - 滑河町立滑河国民学校に名称変更。
- 1947年（昭和22年）4月1日 - 滑河町立滑河小学校に名称変更。
- 1955年（昭和30年）2月21日 - 町村合併、「滑河町立」を「下総町立」と改称。
- 2006年（平成18年）3月24日 - 下総町が成田市・大栄町と合併、学校名「成田市立滑河小学校」に改称。
- 2014年（平成26年）4月 - 高岡・小御門・名木の各小学校と統合、成田市立下総小学校・成田市立下総中学校の小中一貫校「下総みどり学園」開校[2]。

## 学区
猿山、大菅、滑川、西大須賀、四谷

## 進学
公立の場合、成田市立下総中学校に進学する。